# Drými
Drými, en grec moderne : Δρύμη, est un village du dème d'Arrianá dans le district régional de Macédoine-Orientale-et-Thrace en Grèce.
Selon le recensement de 2021, la population du village s'élève à 262 habitants.